# Виллар, Леон
Леон Виллар (исп. León Villar Beltrán; род. 25 сентября 1969, Бурхасот) — испанский дзюдоист, чемпион и призёр чемпионатов Испании, призёр чемпионатов Европы и мира, участник двух Олимпиад.

## Карьера
Выступал в средней весовой категории (до 86 кг). В 1987—1994 годах пять раз становился чемпионом Испании и дважды бронзовым призёром. В 1991 и 1992 годах становился бронзовым призёром чемпионатов Европы. На чемпионате мира 1993 года занял третье место.
На летних Олимпийских играх 1992 года в Барселоне занял 9-е место. На следующей Олимпиаде в Атланте стал 17-м.